# Dickey Glacier
Dickey Glacier är en glaciär i Antarktis. Den ligger i Östantarktis. Nya Zeeland gör anspråk på området. Dickey Glacier ligger 351 meter över havet.
Terrängen runt Dickey Glacier är kuperad åt sydost, men åt nordväst är den platt. Trakten är obefolkad. Det finns inga samhällen i närheten. 